# Marcelo Macías

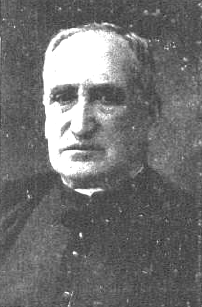
Macías hacia 1914

Marcelo Macías y García (Astorga, 1843-Orense, 1941) fue un profesor, sacerdote, historiador, epigrafista y numismático español.

## Biografía
Nacido en la ciudad leonesa de Astorga en 1843, estudió Filosofía y Letras en Madrid y opositó a la cátedra de Retórica y Poética. Ejerció como profesor en Mallorca, Badajoz, Gijón y Orense.
En la ciudad de Orense impartió clases en el Seminario y en el Centro Provincial de Instrucción —del que también fue director— y en la Escuela de Artes y Oficios. Fue presidente del Ateneo, la Asociación de Prensa de Orense y la Comisión Provincial de Monumentos de Orense. Bajo su impulso se fundaron el Museo y el Boletín de la Comisión Provincial de Monumentos de Orense. En sus páginas publicó series sobre epigrafía, fuentes literarias, inscripciones, medallística o numismática, campo en el que era considerado la mayor autoridad a nivel español. Falleció en Orense en 1941.

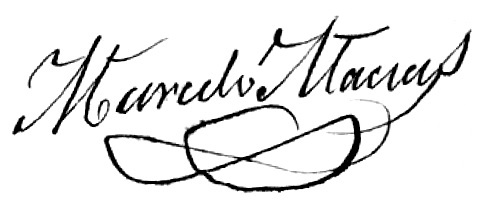
Firma

## Obras

### Literarias
- Cartas a un Joven, estudios sobre la civilización moderna
- Nobleza Obliga (1885)
- El calendario de pared. Sátira política (1885)
- El toque del Alba (1885)
- Las Golondrinas (1870)

#### Poesía
- Una lágrima a la muerte de mi querido padre
- La flauta de Tirsis (1879)
- Cantar y morir, La Serena (1878)

### Históricas
- La argolla del esclavo
- Cronicón de Idacio (1906)
- Civitas Limicorum (1904)

### Publicaciones en el B.C.P.M. de Orense
- Suplementos a la Epigrafía Latina de Orense
- Nuevo Miliario romano de Rábade (1912)
- Inscripción de Pepín (1906)
- El Crismón o Monograma de Cristo en las monedas de Constantino el Grande y sus sucesores (1913)
- Fray Suero de Oca abad de Osera (1924)
- Turonium (1921)